# Арнольди, Пётр Карлович
Пётр Карлович Арнольди (1788—1855) — генерал-майор русской императорской армии, участник войн против Наполеона.

## Биография
Родился в 1788 году. Происходил из курляндских дворян: сын статского советника Карла Фёдоровича Арнольди и его жены Устиньи Андреевны. Его братья Александр, Иван (генерал от артиллерии, сенатор) и Павел (генерал-майор).
В военную службу вступил 21 августа 1801 года юнкером в 1-й артиллерийский полк; с 17 сентября 1807 года — во 2-й артиллерийской бригаде.
В 1806—1807 годах принимал участие в кампании против французов в Восточной Пруссии и был награждён Знаком отличия военного ордена Святого Георгия.
С 5 января 1808 года служил в лейб-гвардии артиллерийском батальоне; 13 октября 1808 года получил первый офицерский чин подпоручика с переводом в рижский гарнизон. В 1811 году был сначала переведён в 3-ю артиллерийскую бригаду, а 1 апреля — в 14-ю бригаду.
В 1812—1814 годах он участвовал в отражении нашествия Наполеона в Россию и последующем Заграничном походе. За отличия был награждён орденами Св. Анны 4-й степени, Св. Владимира 4-й степени с бантом (оба в 1812 году) и Св. Анны 2-й степени (в 1813 году); 16 ноября 1812 года был произведён в поручики, 19 марта 1814 года — в штабс-капитаны; 13 июля 1815 года был переведён в 13-ю конно-артиллерийскую роту, а 23 февраля 1816 года «за ранами уволен от службы капитаном с мундиром»; 21 января 1817 года был определён смотрителем в Херсонский военный госпиталь; 21 февраля 1821 года Арнольди был произведён в майоры, 24 апреля 1827 года — в подполковники с назначением 11 сентября того же года смотрителем Киевского военного госпиталя.
В 1831 году (или 20 февраля 1883) был произведён в полковники; 1 декабря 1835 года за беспорочную выслугу 25 лет в офицерских чинах был награждён орденом Св. Георгия 4-й степени (№ 5161 по кавалерскому списку Григоровича — Степанова); в 1836 году получил императорскую корону к ордену Св. Анны 2-й степени, а в 1838 году награждён орденом Св. Владимира 3-й степени.
В 1883 году был назначен управляющим Воронежской комиссариатской комиссией и 10 октября 1843 года произведён в генерал-майоры; 22 августа 1845 года награждён знаком отличия беспорочной службы за XXXV лет; в 1846 году награждён орденом Св. Станислава 1-й степени и в 1848 году — орденом Св. Анны 1-й степени.
Скончался в мае 1855 года и был похоронен на Чугуновском кладбище в Воронеже.

## Семья
Жена (с 15.10.1816) — Мария Карловна Поцци (1795 — после 1862), дочь итальянского эмигранта Carlo Pozzi от брака его с директрисой Одесского благородного девичьего института, Екатериной Оставевной Поцци (ум. 1814). Согласно воспоминаниям одной из воспитанниц института, «сам Поцци учил пению, был добрый, славный учитель, дочь его смотрела за воспитанницами. Мадам Поцци была слабого здоровья, редко выходила к нам, а дочь её была строгая; мы боялись её». Бракосочетание Марии Поцци с Арнольди было в Одессе в Соборной Преображенской церкви.
В браке имели сына Михаила (1823—после 1862; поручик Конногвардейского полка, штабс-ротмистр в отставке) и дочерей —  Елизавету (1821), Наталью (1825), Надежду (1827), Ольгу (1829—1877; в замуж. Серебрянская) и Екатерину (1834).